# Eustache-Louis-Jean Quernel
Eustache-Louis-Jean Quernel, né le 7 avril 1787 à Granville (Manche) et mort le 13 février 1847 à Toulon (Var), est un officier de marine et administrateur colonial français.

## Biographie
Nommé enseigne de vaisseau le 18 juillet 1811, il se distingue par un petit fait d'armes naval en s'emparant en mer d'un bâtiment anglais le 28 décembre 1811, alors qu'il commandait un navire léger de l'escadre de l'île d'Aix.
Promu capitaine de frégate le 19 novembre 1828, il sert comme commandant particulier de Gorée du 30 juin 1832 au 1er mai 1833. Revenu au Sénégal comme commandant de la frégate La Flore, il remplace le sous-commissaire de la Marine Cadéot dans les fonctions de gouverneur par intérim du Sénégal le 15 novembre 1833. Conformément aux instructions du ministre de la Marine, il y poursuit avec énergie la guerre engagée contre les Maures Trarzas (armés par les Anglais) en utilisant le renfort de détachements de marins débarqués. Il institue un blocus du fleuve Sénégal et dévaste les terres hostiles de sa rive droite, mais ses adversaires nomades échappent à son action, dont le seul effet notable est l'effondrement du commerce de la gomme arabique,,,,,. Le 11 mai 1834, il transmet ses pouvoirs au gouverneur titulaire Louis Pujol arrivé dans la colonie. Promu capitaine de vaisseau le 1er juillet 1834, Quernel poursuit les combats engagés, qu'il conclut par un succès militaire contre les Trarzas le 17 juillet 1835. Le conflit s'achève par un traité de paix et d'amitié signé le 30 août 1835 à Saint-Louis-du-Sénégal.
Rentré en métropole, Quernel est nommé commandant du vaisseau Le Jupiter en novembre 1835. Dans ce commandement, il doit répondre en conseil de guerre, le 20 décembre 1836, d'une accusation de désobéissance portée par son collègue le capitaine de vaisseau Charles Baudin, commandant du Suffren, sous les ordres duquel il se trouvait lors de l'infraction présumée en octobre précédent. Il est acquitté en février 1837.
Cet incident judiciaire ne nuit pas à la bonne poursuite de la carrière de l'intéressé, qui est élevé au grade de contre-amiral le 1er novembre 1843.

## Décorations
Le contre-amiral Quernel avait été créé commandeur de la Légion d'honneur en 1843 et chevalier de Saint-Louis en 1819.

### Sources et bibliographie
- « Nécrologie du contre-amiral Quernel », Annales maritimes et coloniales, Volumes 31 à 32, 1847, p.311.
- Christian Schefer, « Quernel, commandant et administrateur (1833-1834) », Instructions générales données de 1763 à 1870 aux gouverneurs et ordonnateurs des établissements français en Afrique Occidentale. Tome II : 1831-1870, Société française d'histoire des outre-mers, 1927, p.41-45.